# Розколи (заповідне урочище)
Розко́ли — заповідне урочище місцевого значення в Україні. Об'єкт розташований на території Долинського району Івано-Франківської області, Собольське лісництво, квартал 29, виділи 9—13, 24; квартал 30, виділи 20—24, 27, 28; квартал 32, виділи 13, 14, 19, 20, 23. 
Площа 113,8 га. Статус отриманий у 2004 році.